# Schermen (Saksen-Anhalt)
Schermen is een plaats en voormalige gemeente in de Duitse deelstaat Saksen-Anhalt, en maakt deel uit van de Landkreis Jerichower Land.
Schermen telt 1.563 inwoners.